# Eufònia de Trinidad
L'eufònia de Trinidad (Euphonia trinitatis) és un ocell de la família dels fringíl·lids (Fringillidae).

## Hàbitat i distribució
Habita boscos, vegetació secundària, matolls i sabanes de les terres baixes al nord de Colòmbia, nord de Veneçuela i l'illa de Trinitat.